# حملات ۱۴۰۱ سپاه پاسداران به اقلیم کردستان
در ۲۸ سپتامبر ۲۰۲۲، سپاه پاسداران انقلاب اسلامی پایگاه‌های احزاب کرد ایرانی اعم از حزب دموکرات کردستان ایران، حزب آزادی کردستان، کومله زحمتکشان کردستان و حزب کومله کردستان ایران در کوی‌سنجق، آلتون کوپری و زرگویز در اقلیم کردستان را با استفاده از پهپادهای انتحاری و موشک‌های زمین به زمین بمباران کرد.
این حملات منجر به کشته‌شدن حداقل سیزده نفر و زخمی‌شدن ۵۸ نفر شد. احزاب کردستان ایران ادعا کردند که جمهوری اسلامی در خیابان‌های داخل کشور از طرف مردم پاسخ این حملات را دریافت خواهد کرد. بر طبق ادعای سپاه پاسداران این حمله پاسخی به دلیل حمایت احزاب کرد از اعتراضات ۱۴۰۱ ایران بود.
یکی‌از هواپیماهای بدون سرنشین ایرانی که به سمت اربیل درحال حرکت بود، توسط هواپیمای جنگی اف۱۵ آمریکایی سرنگون شد. محمد باقری، فرمانده ستاد کل نیروهای مسلح ایران سرنگونی پهپاد ایرانی را تأیید کرد و ایالات متحده آمریکا را به گرفتن انتقام تهدید کرد.
طبق ادعای سپاه پاسداران در این حملات، از پهپادهای انتحاری شاهد ۱۳۶ و موشک‌های زمین به زمین فتح ۳۶۰ استفاده شده‌است. حملات مشابه در روزهای آینده ادامه یافت و تلفات تا ۴ اکتبر به ۱۸ کشته و ۶۲ زخمی افزایش یافت.

## حملات همزمان ترکیه
بنا بر بیانیهٔ کمیته دیپلماسی حزب حیات آزاد کردستان (پژاک)، روز ۴ مهر ۱۴۰۱ (۲۶ سپتامبر ۲۰۲۲) بین ساعت ۳ تا ۴ بعدازظهر جنگنده‌های ارتش ترکیه به مواضع نیروهای گریلای این حزب در منطقهٔ کوهستانی آسوس حمله کرده و ۱۵ بار نقاطی را در این کوهستان و نیز در اراضی روستای گلاله بمباران کرده‌اند. کمیته دیپلماسی پژاک در این بیانی ضمن محکومیت این حملات و «ارعاب‌گری»، همزمانی آن با حملات توپخانه‌ای سپاه پاسداران را ناشی از «هماهنگی پیشین» میان این دو حکومت و «در چهارچوب همکاری رژیم‌های فاشیست ایران و ترکیه علیه جنبش آزادیخواهی کوردستان» ارزیابی کرد که با هدف «تضعیف روحیهٔ خلق قیام‌کنندهٔ شرق کوردستان» و برای به حاشیه بردن «قیام خلق‌های ایران و طرح مسئلهٔ کُرد» و «منحرف‌کردن اذهان عمومی منطقه و جهان از موضوع قیام سراسری در ایران» انجام می‌شود. فرماندهی یگان‌های مدافع شرق کوردستان (ی.ر. ک) نیز در بیانیه‌ای با تکرار این خبر، اعلام کرد که در این حملات به نیروهای این یگان‌ها هیچ خسارتی وارد نشده، اما باغات و مزارع مردم منطقه زیان دیده‌اند.

## پیامدها
پس از این حملات، انتقادات زیادی از طرف دولت اقلیم کردستان و دولت مرکزی عراق به جمهوری اسلامی ایران وارد شد، آن‌ها این حملات را تجاوز به تمامیت ارضی اقلیم کردستان و عراق خوانده و آن را محکوم کردند. همچنین بسیاری از احزاب کرد و ایرانی، وزارت خارجه ایالات متحده آمریکا، سازمان ملل متحد و برخی کشورهای دیگر این اقدام را محکوم کردند.
حزب حیات آزاد کردستان (پژاک) در بیانیه‌ای حملات حکومت جمهوری اسلامی ایران علیه مناطق غیرنظامی و نیز مقرهای حزب دمکرات کردستان ایران در کویه و حزب کومله در زرگویز در اقلیم کردستان عراق را محکوم کرد. کومله سازمان کردستان حزب کمونیست ایران با صدور بیانیه‌ای ضمن اشاره به حملهٔ نیروهای جمهوری اسلامی به مقرات سازمان انقلابی زحمتکشان کردستان ایران، سازمان زحمتکشان کردستان ایران، حزب دموکرات کردستان ایران و حزب آزادی کردستان این اقدام را تروریستی خواند و محکوم کرد.
احزاب عضو مرکز همکاری احزاب کردستان ایران از یک سو، سه جریان حزب حیات آزاد کردستان (پژاک)، جامعه دموکراتیک و آزاد شرق کردستان (کودار) و جامعه زنان آزاد شرق کردستان (کژار) از سوی دیگر و کومله سازمان کردستان حزب کمونیست ایران نیز از طرف دیگر در بیانیه‌هایی خواستار اعتصاب سراسری مردم در کردستان در روز شنبه ۹ مهر ۱۴۰۱ شدند و از تمام بازاریان و کسبه شهرهای کردنشین خواستند که به این اعتصابات بپیوندند. مرکز همکاری احزاب کردستان ایران در بیانیهٔ خود خواستار همراهی تمام مردم ایران در این اعتصابات شد. پژاک، کودار و کژار نیز در بیانیهٔ خود از «همهٔ اپوزیسیون آزادیخواه و دمکراسی‌طلب ایرانی، جنبش‌های زنان آزاد و تمامی خلق‌های ایران» خواستند که از این اعتصاب پشتیبانی کنند. کومله سازمان کردستان حزب کمونیست ایران نیز از «همهٔ کارگران و تشکل‌های کارگری و نهادهای مدنی و احزاب و گروه‌های سیاسی در همه جای ایران» درخواست کرد که «از این حرکت مردم کردستان به هر شیوه‌ای که می‌توانند، پشتیبانی کنند.»
در روز شنبه ۹ مهر، خبرها حاکی از اعتصابات و تعطیلی بازارها در بسیاری از شهرهای کردنشین ایران از جمله ارومیه، ایلام،سرابله،اشنویه، نقده، بوکان، مهاباد، پیرانشهر، ربط، سردشت، سنندج، کامیاران، دهگلان، سقز، دیواندره، مریوان، کرمانشاه، شاهو، پاوه، اسلام‌آباد غرب، گیلان‌غرب، جوانرود، ثلاث باباجانی، روانسر، آبدانان و دزفول بود. کمیته مرکزی کومله سازمان کردستان حزب کمونیست ایران نیز با صدور بیانیه‌ای از «پاسخ کوبندهٔ مردم حق‌طلب و آزادیخواه کردستان به فراخوان اعتصاب عمومی» خبر داد و اعتصاب را پیروز و شکوهمند اعلام کرد.
این اعتصاب در حالی رخ داد که تنها چند روز قبل از آن در ۲۸ شهریور نیز اعتصاب عمومی دیگری در محکومیت قتل مهسا امینی و یورش نیروهای جمهوری اسلامی به اعتراضات مردم در کردستان و در همراهی با اعتراضات مردم سراسر ایران در شهرهای کردنشین با فراخوان احزاب و سازمان‌های سیاسی کُرد اتفاق افتاده‌بود.
علاوه بر این اعتصاب، شماری از هواداران احزاب کرد نیز با برگزاری تجمعات مشترک با حضور ایرانیان خارج از کشور، علاوه‌بر حمایت از اعتراضات سراسری مردم داخل ایران، به محکومیت این حملات پرداختند.